# Nyctiophylax diffisus
Nyctiophylax diffisus là một loài Trichoptera hóa thạch trong họ Polycentropodidae.